# Радзивиллув-Мазовецки
Радзивиллув-Мазовецки (пол. Radziwiłłów Mazowiecki) — железнодорожная станция в селе Радзивиллув в гмине Пуща-Маряньска, в Мазовецком воеводстве Польши. Имеет 1 платформу и 2 пути. 
Станция 3 класса построена на линии Варшаво-Венской железной дороги в сентябре 1845 года под названием Радзивилов, когда эта территория была в составе Царства Польского.В 1868 году станции присвоен 2 класс.В 1889 году у станции 4 класс.
С 1874 года название станции стало указываться с двумя "л" (Радзивиллов), хотя в других источниках писалось как раньше с одним "л".
Согласно разрешению Министра Путей Сообщения, станция с 1 мая 1897 года была переименована в Старо-Радзивиллов (Старо-Радзивилов). Теперешнее здание вокзала построено в 1919—1923 годах.